# Aerocar Aero-Plane
Aerocar Aero-Plane eller Aerocar II var ett amerikanskt privatflygplan som utvecklades ur flygbilen Aerocar.
Aerocar Aero-Plane konstruerades av Moulton Taylor som ett lätt privatflygplan. Det flög första gången 1964 i USA. Trots att det utvecklades från en grundkonstruktion av en flygbil och behöll en stor del av släktskapen med Aerocar kunde inte Aerocar Aero-Plane framföras på landsväg. Taylor monterade fast vingsektionen och bommen med fenan permanent mot en kaross tillverkad i glasfiberarmerad plast. Den vikt som sparades genom att flygplansdelen var fast monterad samt att all utrustning för landsvägskörning var bortplockad kunde användas för högre nyttolast. Endast ett prototypexemplar tillverkades som gavs registreringen N107D. Flygplanet finns förvarat i Colorado Springs Colorado. Flygplanet är inte luftvärdigt men kan återställas till flygbart skick.